# Adsorción por oscilación al vacío
La adsorción por oscilación al vacío (VSA) es una tecnología de separación de gases no criogénica. 
Utilizando sólidos especiales o adsorbentes, VSA segrega ciertos gases de una mezcla gaseosa a una presión mínima de acuerdo con las características moleculares de la especie y la afinidad por los adsorbentes. Estos adsorbentes (por ejemplo, zeolitas) forman un tamiz molecular y adsorben preferentemente la especie de gas objetivo a una presión cercana a la ambiente. El proceso luego pasa a vacío para regenerar el material adsorbente. 
El VSA difiere de las técnicas de destilación criogénica de separación de gases, así como de las técnicas de adsorción por oscilación de presión (PSA) porque funciona a temperaturas y presiones cercanas al ambiente. La VSA puede describirse mejor como un subconjunto de la categoría más amplia de PSA. Difiere principalmente del PSA en que el PSA normalmente se ventila a las presiones atmosféricas y utiliza una alimentación de gas a presión en el proceso de separación. El VSA normalmente extrae el gas a través del proceso de separación con un vacío. Para los sistemas VSA de oxígeno y nitrógeno, el vacío generalmente es generado por un soplador. También existen sistemas híbridos de VPSA. Los sistemas VPSA aplican gas presurizado al proceso de separación y también aplican un vacío al gas de purga. Los sistemas VPSA, como uno de los concentradores de oxígeno portátiles, se encuentran entre los sistemas más eficientes, medidos según los índices habituales de la industria, como la recuperación (salida de gas del producto/entrada de gas del producto), productividad (salida de gas del producto/masa del material del tamiz). En general, una mayor recuperación conduce a un compresor, soplador u otra fuente de vacío o gas comprimido más pequeño y a un menor consumo de energía. Una mayor productividad conduce a lechos de tamiz más pequeños. Lo más probable es que el consumidor considere los índices que tienen una diferencia más directamente medible en el sistema general, como la cantidad de gas del producto dividido por el peso y el tamaño del sistema, los costos iniciales y de mantenimiento del sistema, el consumo de energía del sistema u otros costos operativos, y fiabilidad. 